# Philippa de Luxembourg
Titre
Comtesse de Hainaut
1280 – 1304
Philippa de Luxembourg ou Philippine de Luxembourg (1252 – 6 avril 1311) est la fille du comte Henri V de Luxembourg et de son épouse Marguerite de Bar. Vers 1265-1270, elle épouse Jean Ier de Hainaut. De cette union naissent :
- Jean, (dit Jean Sans-Merci) seigneur de Beaumont, comte d'Ostrevent, mort à la Bataille de Courtrai en 1302 ;
- Henri, chanoine à Cambrai († 1303) ;
- Simon, vivant en 1303 ;
- Marie, (1280 † 1354), mariée en 1310 au duc Louis Ier de Bourbon (1279 † 1342) ;
- Guillaume Ier de Hainaut (1286 † 1337) comte de Hainaut, de Hollande et de Zélande (Guillaume III), père de Philippa de Hainaut, reine d'Angleterre et de Marguerite II de Hainaut, impératrice du Saint-Empire ;
- Jean, seigneur de Beaumont, (1288 † 1356), marié en 1317 avec Marguerite, comtesse de Soissons († 1350) ;
- Marguerite († 1342), mariée en 1298 au comte Robert II d'Artois († Courtrai 1302) ;
- Alice, († 1317), mariée en 1290 à Roger Bigod († 1306), comte de Norfolk ;
- Isabelle, († 1305), mariée en 1296 à Raoul de Clermont, seigneur de Nesle († Courtrai 1302) ;
- Jeanne, nonne à Fontenelles ;
- Mathilde, abbesse de Nivelles.

À sa mort, elle est inhumée aux côtés de son époux dans l'église des Frères Mineurs à Valenciennes.